# イオンリート投資法人
イオンリート投資法人（イオンリートとうしほうじん）は、東京都千代田区にある投資法人（J-REIT）。

## 概要
イオンが設立母体となり設立された。イオングループが展開するショッピングセンター、物流センターなどを投資対象としている。大手小売りが設立したREITの上場は初めて。
2021年9月14日現在のポートフォリオは、保有物件数47物件、資産規模（取得価額ベース）4,470億円である。

## 資産運用会社
- イオン・リートマネジメント株式会社

## 沿革
- 2012年
  - 11月27日 - 設立企画人（イオン・リートマネジメント株式会社）による投信法第69条に基づく本投資法人の設立に係る届出。
  - 11月30日 - 投信法第166条に基づく本投資法人の設立の登記、本投資法人の設立。
  - 12月4日 - 投信法第188条に基づく本投資法人の登録の申請。
  - 12月20日 - 投信法第189条に基づく内閣総理大臣による本投資法人の登録の実施（登録番号　関東財務局長　第80号）。
- 2013年
  - 10月2日 - イオンがグループで保有するショッピングモールなど16物件をイオンリート投資法人に売却すると発表、売却金額は1420億円[2]。
  - 11月22日 - 東京証券取引所に上場。資産運用開始。

## ポートフォリオ一覧
（2020年2月3日現在）

### 北海道
- イオンモール釧路昭和
- イオンモール札幌平岡
- イオンモール苫小牧

### 東北
- イオンモール石巻
- イオンモール新利府
- イオンモール盛岡
- イオンモール山形南

### 関東
- イオンレイクタウン kaze
- イオンレイクタウン mori
- イオン相模原ショッピングセンター
- イオンモール甲府昭和
- イオンモール千葉ニュータウン モール棟、シネマ･スポーツ棟
- イオンモール太田
- イオンモール水戸内原
- イオンモール小山
- イオンモール土浦
- イオンモール下妻
- イオン茅ヶ崎中央ショッピングセンター
- イオンスタイル検見川浜
- ダイエー 川崎プロセスセンター
- イオンモール多摩平の森

### 東海・北陸・中部
- イオンモール大垣
- イオンモール鈴鹿
- イオンモール明和
- イオンモール四日市北
- イオンモールかほく

### 近畿
- イオンモール加西北条
- イオンモールKYOTO
- イオンモール大和郡山
- イオンモール伊丹昆陽
- イオンモール京都五条
- イオン喜連瓜破ショッピングセンター
- イオン南大阪RDC
- ダイエー 茨木プロセスセンター

### 中国
- イオンモール倉敷
- イオンモール日吉津

### 四国
- イオンモール綾川

### 九州
- イオンモール直方
- イオンモール鹿児島
- イオンモール福津

### 海外
- イオン･タマン･ユニバーシティ･ショッピング･センター（マレーシア）
- イオンモール　セレンバン２（マレーシア）